# Грищук, Роман Павлович
Роман Павлович Грищук (укр. Роман Павлович Грищук, род. 27 августа 1989, Киев) —  Народный депутат Украины IX созыва. Член Комитета Верховной Рады по вопросам образования, науки и инноваций. В прошлом украинский актёр, руководитель студии «Мамахохотала», телеведущий.

## Биография
Роман Грищук родился в Киеве, 27 августа 1989 года. Окончил киевскую школу № 186 с медалью.
Окончил Киевском политехническом институт по специальности биомедицинская инженерия.
В КПИ возглавил команду «Сборная КПИ» по КВН. Команда очень успешно выступала и пользовалась популярность публики, играла в Высшей Украинской Лиге КВН. Имел опыт работы со студией «95-й квартал».
В 2013 году Роман вместе с другими участниками команды организовали собственный юмористический проект — творческую студию «Мамахохотала». По словам Грищука, название означает, что «хорошая шутка такая, которую не стыдно рассказать маме». Студия выпускает регулярное юмористическое шоу с одноимённым названием на телеканале НЛО ТВ. Снял «полнометражный фильм Инфоголик», несколько сериалов и активно гастролирует с концертами по Украине, выступал на закрытых мероприятиях в Казахстане.
Осенью 2015 года женился на актрисе студии «Мамахохотала» и блогере Анне Гресь.
В 2019 году баллотируется по 222-му одномандатному округу Киева от партии «Слуга народа» на внеочередных выборах в Верховную раду Украины и, набрав 28 350 голосов избирателей (40,32% от протоколов, признанных действительными), став таким образом народным депутатом Украины IX созыва.
Член Комитета Верховной Рады по вопросам образования, науки и инноваций. Сопредседатель группы по межпарламентским связям с Турецкой Республикой, сопредседатель группы по межпарламентским связям с Аргентинской Республикой.

## Телевизионные проекты
Как автор, актёр или продюсер принимал участие в следующих проектах:
- Вечернее юмористическое шоу «Мамахохотала-шоу» (с 2014)
- Сериал «Новая Полиция» (2015)
- Сериал «Как закалялся стайл»[15] (2014—2015)
- Сериал «Кураторы»[6] (2018)

## Награды и достижения
- Двукратный чемпион в школьных соревнованиях игр КВН города Киева[5].
- В 2015 году был включен в ТОП «30 до 30» «Forbes Украина» — список украинцев, добившихся успеха до 30-летия[16][17][18].
- В 2017 году Роман Грищук попал в аналогичный рейтинг по версии Kyiv Post[6][19][20].